# فيونا موفرلي
فيونا موفرلي (بالإنجليزية: Fiona Moverley)‏ هي لاعبة اسكواش إنجليزية ولدت في يوم 25 يناير 1987 في مدينة كينغستون أبون هال في إنجلترا. تحتل حالياً التصنيف ال21 في التصنيف العالمي للاعبات الإسكواش.